# Andrés Cuervo
Andrés Cuervo (Barranquilla, 15 de abril de 1982-París, 9 de octubre de 2022) fue un cantante, compositor y modelo colombiano.
Falleció en París el 9 de octubre de 2022 a los 41 años de edad, unas semanas después de haber asistido al festival de moda de Nueva York, específicamente durante el desfile de Cubel.

## Biografía y carrera Musical
Andrés nació en Barranquilla el 15 de abril de 1982 y se crio en Cali. A los 18 años se fue detrás de sus sueños a Estados Unidos.  
Con su versatilidad, personalidad soñadora y su determinación Andrés era un artista que se definía por sus mensajes, melodías y su sonido personal y singular en la industria. Sus canciones son de amor, de mensajes inspiracionales acompañando a la gente a soñar y a vivir una vida positiva. 
La carrera de Andrés tuvo sus altibajos pero siempre creciendo con momentos fuertes en Estados Unidos, México y Colombia. 

### 2012–2015: México
En el 2013 Andrés firma con Universal Music México, Universal Music Publishing México y con Televisa. Con el álbum “Este Soy Yo” Andrés promociona del 2012 al 2014 cinco sencillos que durante 40 semanas seguidas estuvieron de número uno en los charts Mexicanos del género pop latino.
Las canciones fueron Love Love, Uno Más Uno, Te Extraño (en colaboración con Ayiti), Destinoo Casualidad y Luna cuéntale. La base de fans más grande de Andrés viene de los festivales de EXA y 40 Principales en México y shows en discotecas.En los 32 estados de México realizó tres tours de gira promocional con prensa. 
En otros momentos grandes de Andrés en México compartió la tarima con artistas de la talla de Yuri, Luis Fonsi, Belinda, Gloria Trevi entre otros. 

### 2015: Estados Unidos
En el 2015 Andrés ataca el mercado americano con su éxito La Receta que estuvo en ese año de número uno en los Billboard Latinos.

### 2016 – 2019, El diagnóstico, paz y exploración musical
En el 2016 Andrés fue diagnosticado con bipolaridad, esto hizo que su vida cambiara. Este proceso trajo mucha paz para Andrés y durante tres años compuso muchas canciones con motivo de una búsqueda de él mismo y también de una afirmación de su género y gustos musicales.

### 2019–2022: Colombia y Suramérica
En el 2020 con muchas canciones producidas inéditas, Andrés decide hacer una campaña de sencillos para regresar a su país, Colombia, y conquistar América Latina. Estas fueron: El malo, Todo permitido, No pidamos perdón (con Fanny Lu), Tentación, Indecentes y La apuesta. Estas canciones afirmaron la versatilidad de Andrés y su gusto por videos muy visuales y referencias históricas y artísticas. Con tres de estos sencillos logró el primer lugar en Colombia, Paraguay, Uruguay, Bolivia, Ecuador y Chile del 2020 al 2021. 

### Show Bipolar
Con sus ganas de regresar a tarima Andrés monta su Show Bipolar donde presenta por primera vez canciones inéditas de su historia y de su búsqueda después de su diagnóstico. 
En este show, Andrés promocionó la importancia de diagnosticar el trastorno bipolar debido a que es la única forma para vivir normalmente, invitando a la gente a tener tolerancia y comprensión ya que es una condición muy complicada pero curable.
Habiendo él mismo vencido sus demonios, estaba al frente de su carrera desde el día de su diagnóstico.
Muchos jóvenes bipolares vieron a Andrés como una inspiración que les ayudó a ellos igualmente a superar sus trastornos.
El show Bipolar fue presentado en el 2021 y el 2022 en Colombia en ciudades como Bogotá, Cali, Barranquilla y Medellín, además se presentó oficialmente en medios de todo el país. 
Este show permitió que Andrés reconectara con sus fanes y le dio más ganas de volver a su amor de siempre: la música y la tarima. 

### Show
“Me siento artista cuando escribo, compongo, creo conceptos de videos, me visto... Me siento cantante frente a mi público, a mis fanes. Soy adicto a la adrenalina del backstage y a la fuerza, casi violencia de la tarima donde siempre con mis primeras notas me sumerjo en mi universo real”, expresó Andrés en una oportunidad.
Últimos años
Andrés se encontraba produciendo su álbum Manifiesto donde afirma que su estilo es el Pop Proation alternativo Funk, sabiendo y conociendo el resto de la música latina donde prevalece la música urbana. 
Andrés se enfocó en hacer una música POP más clásica y con su álbum Manifiesto afirma su diferencia al igual que sus gustos para ir a la conquista final de su público en América Latina y Europa.
Andrés Cuervo era un artista multifacético que se encontraba en la preparación de su primer libro y fue modelo para desfiles en el LA Fashion Week para el diseñador Francés Romain Thevenin, de quien era su imagen masculina, marca que viste a Cardi B, Nicki Minaj, Paris Hilton y Anitta, entre otros. También en el New York Fashion Week cerró el desfile para el diseñador Humberto Cubel. 
Este año Andrés había decidido contar a niños su historia personal a través de la creación de un cuento de Hadas en 5 tomos llamado ‘Las Aventuras de Apolo del Cosmos’ donde por primera vez vemos la historia de un joven rechazado que se va detrás de sus sueños y los conquista demostrando que las diferencias pueden ser una fortaleza y donde por primera vez en un cuento de hadas un príncipe se casará con un rey. 
“Yo voy a tener hijos y ¿solamente les voy a contar historias de príncipes y princesas como Cinderella, Pocahontas o la bella y la bestia? Pero eso es una mentira porque mis hijos van a tener dos papás como muchos que tienen hoy dos papás o dos mamás. Por eso yo utilicé mi historia para compartir con los niños y ayudar a los que no se pueden encontrar a encontrarse”, explicó Andrés al referirse a la creación de su cuento de hadas.
Fue diagnosticado con trastorno bipolar hace un par de años.

## Muerte
El 9 de octubre de 2022 a las 13:30 Hs, Andrés Cuervo Becerra falleció en los brazos de su esposo a causa de un paro cardiaco que surgió después de una quinta y última crisis de epilepsia en su apartamento de París. Después de pelear 20 años contra su trastorno bipolar, este finalmente se lo llevó.